# Jánovce, Poprad
Jánovce este o comună slovacă, aflată în districtul Poprad din regiunea Prešov. Localitatea se află la altitudinea de 579 m deasupra n.m., se întinde pe o suprafață de 9,68 km2 și în 2017 număra 1.690 de locuitori. Se învecinează cu comuna Hôrka.

## Istoric
Localitatea Jánovce este atestată documentar din 1312.

## Demografie
| An:                | 1994 | 2004    | 2014    | 2024    |
| ------------------ | ---- | ------- | ------- | ------- |
| Număr de persoane: | 996  | 1176    | 1593    | 1773    |
| Diferență:         |      | +18,07% | +35,45% | +11,29% |

| An:                | 2023 | 2024   |
| ------------------ | ---- | ------ |
| Număr de persoane: | 1738 | 1773   |
| Diferență:         |      | +2,01% |